# Gamboukou
Gamboukou (ou Ganboukou) est un village de la commune de Nganha située dans la Région de l'Adamaoua et le département de la Vina au Cameroun.

## Localisation et population
Le village Gamboukou se situe au nord-ouest de la commune de Nganha au nord-est du village Kobi.
En 1967, Gamboukou comptait 394 habitants, principalement des Mboum. Cependant, lors du recensement de 2005, on y a dénombré 258 habitants dont 118 de sexe masculin et 140 de sexe féminin, tandis que les diagnostics du Plan communal de développement (PCD) de la commune de Nganha, réalisé en 2013, ont permis de recenser 418 personnes dont 198 de sexe masculin et 220 de sexe féminin.

## Climat
Nganha bénéficie d'un climat tropical avec une température moyenne de 23,62 °C. Le mois de mars est le plus chaud de l'année avec une température moyenne de 24,6 °C tandis que janvier est le mois le plus froid avec une température moyenne de 21,5 °C. Cependant, cette température peut diminuer jusqu'à atteindre 12,8 °C en décembre, comme elle peut s'élever à 31,5 °C en février.
Concernant les précipitations, on note une variation de 291 mm tout au long de l'année entre 221 mm en août et 0 mm en décembre. 

## Projets sociaux et économiques
Le Plan Communal de Développement de Ngan-Ha, élaboré en 2013 et validé par le Conseil Municipal Elargi aux Sectoriels (COMES), a proposé plusieurs projets productifs, sociaux, transversaux, et infrastructurels. Ces derniers visent l'amélioration des conditions de la commune. Ils concernent ainsi tous les villages et notamment Gamboukou.

### Projets sociaux
Il y avait cinq projets prioritaires, dont le coût estimatif total de 51 800 000 Francs CFA.On a planifié la construction d’un bloc de deux salles de classe, la construction d'un bloc latrines à l'EP de Gamboukou et l'étude de faisabilité en vue de la construction d'un CVZ. On a aussi pensé à construire une case communautaire et un poste agricole.

### Projets économiques
Le PCD de la commune de Nganha a mis en place trois projets. Le premier concernait la construction d'un étang piscicole (ce qui devrait coûter 5 000 000 Francs CFA),le deuxième proposait la construction d'un magasin de stockage, dont le coût estimatif total de 25 000 000 Francs CFA, et le troisième, qui était le moins coûteux des projets (1 500 000 Francs CFA), impliquait l'étude de faisabilité pour l'électrification rurale de Gamboukou.